# Тещин міст
Тещин міст — пішохідний міст в Одесі, що перетинає Військовий узвіз та з'єднує Приморський бульвар і бульв. Військово-морських сил. Міст є зменшеною копією мосту Герцогині Шарлотти в Люксембурзі.

## Історія спорудження

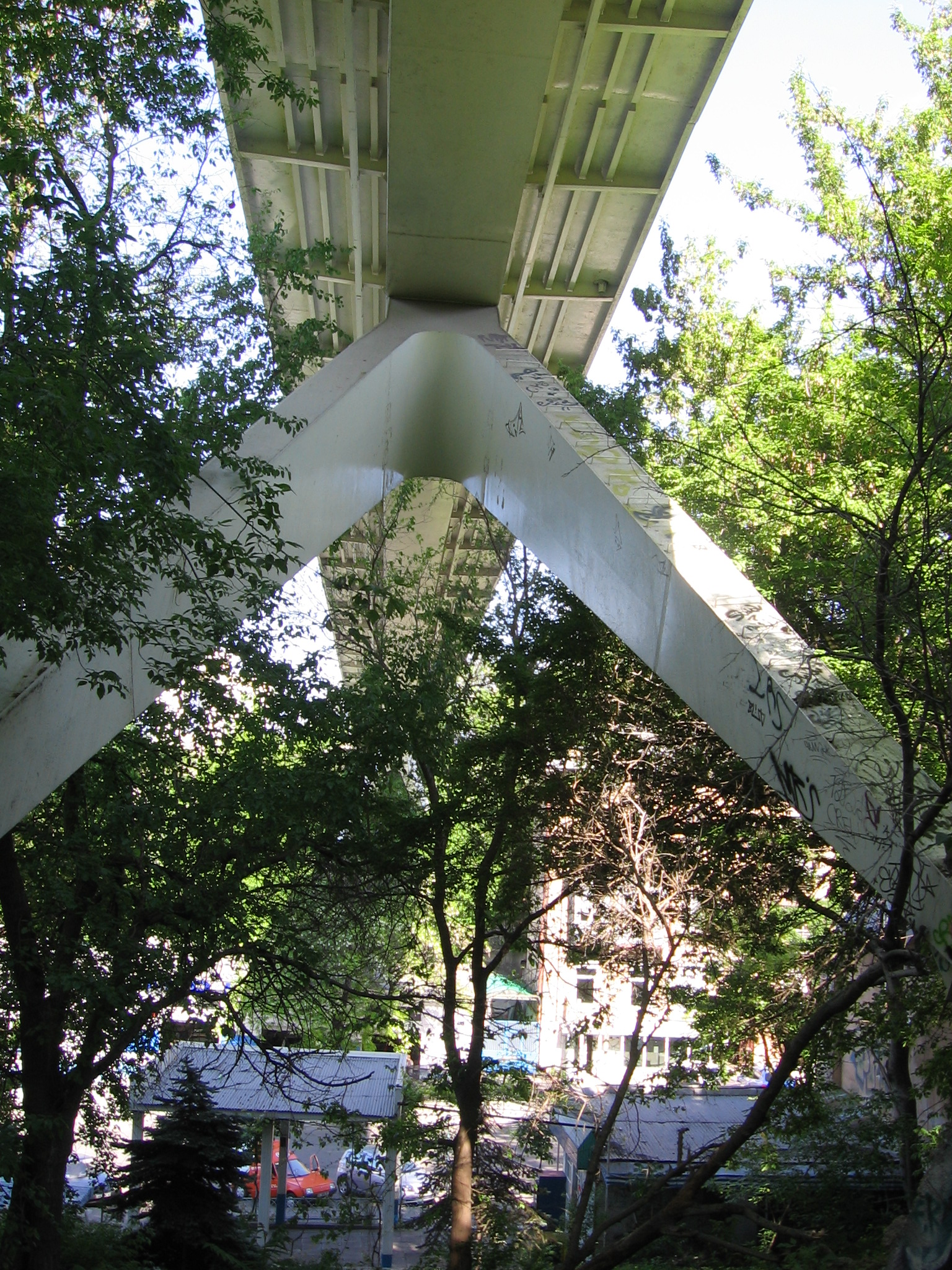
Вид на міст знизу

Будівництво пішохідного мосту було розпочато у 1968 році по кресленнях архітектора Рашель Аббовни Володимирської та інженера Кирієнко. Відкриття мосту повинно було бути присвячено 50-річчю Жовтневої революції, проте через запізнення здачі мосту урочисте відкриття відбулося лише 16 лютого 1969 року. Першою офіційною назвою мосту була Комсомольський, через те, що завдяки спорудженню мосту були з'єднані два бульвари — Приморський і Комсомольський. Дещо пізніше назва мосту була змінена на Капітанський міст, однак обидві назви не прижилися серед містян на противагу народному варіанту — Тещин міст. Тільки у 2019 році народна назва мосту була затверджена офіційно.

## Походження назви

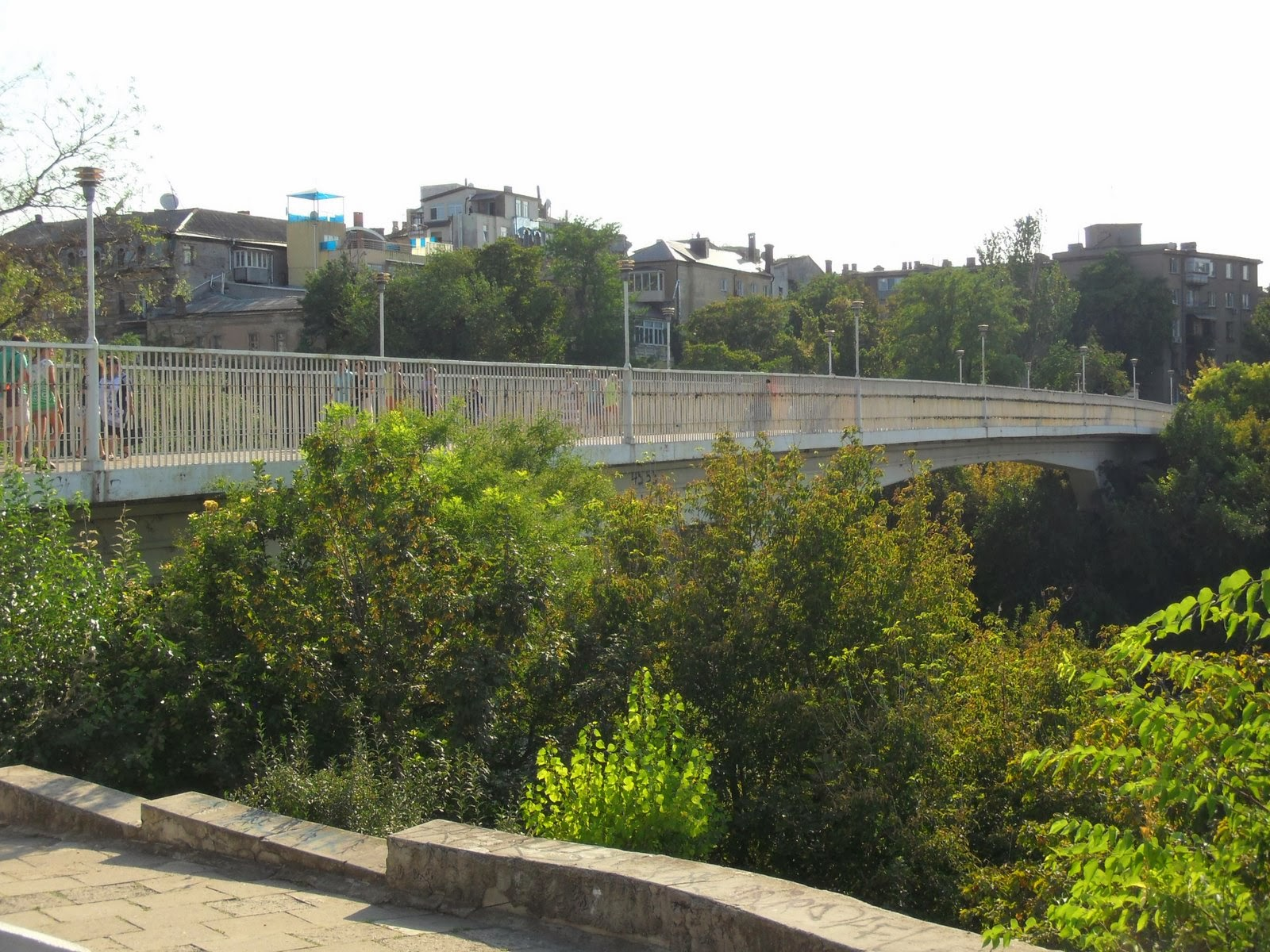
Загальний вигляд мосту

Походження назви «Тещин» має дві основні версії. Перша теорія полягає в схожості моста (один з найдовших в Одесі) з народної приказки «довгий прямо, як язик тещі» або «тріпається, як язик тещі».
Друга теорія полягає в тому, що нібито в 1970-ті роки цим мостом скорочував собі шлях Михайло Сафронович Синиця (тодішній керівник області), йдучи в гості до своєї улюбленої тещі на млинці. Ця легенда полягає в тому, що Михайло Сафронович і власне його теща жили по різні сторони Військової балки, через що йдучи до неї в гості, голові області доводилося користуватися обхідним шляхом через Сабанєїв міст, що не влаштовувало останнього і власне стало причиною побудови Тещиного мосту задля скорочення шляху, який потрібно було пройти панові керівнику до своєї тещі. При цьому є поширеною думка, що жодної користі для міста будівництво мосту не мало. Щоправда, остання теза є по суті неправдивою, оскільки завдяки спорудженню мосту було створено суцільний прогулянковий маршрут довжиною близько 2 кілометрів, а сам міст став одною з популярних туристичних локацій Одеси завдяки панорамам, що відкриваються з нього.

## Сучасний стан

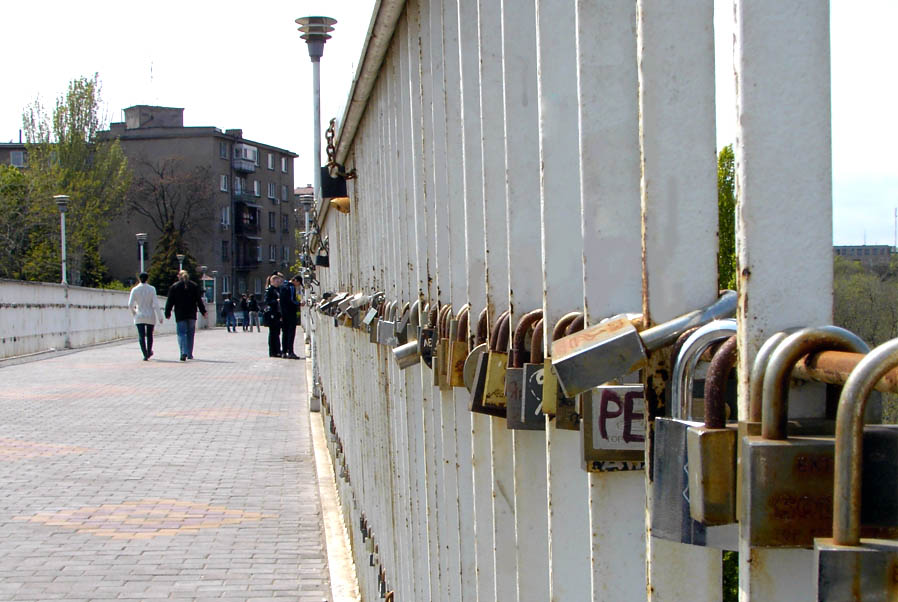
Замки кохання на Тещиному мості (до 2011)

Починаючи з 2000-них Тещин міст став вважатися мостом закоханих, через що на його поручнях за весільною традицією почали масово з'являтися замки. Це призвело до поступового погіршення стану мосту. Зрештою у 2011 році задля розв'язання даної проблеми було прийнято рішення, зрізати всі замки з самого мосту, але при цьому встановити з боку бульвару Військово-морських сил скульптурну інсталяцію «Закохане Серце», де закохані пари можуть чіпляти свої замки.